# Arbutus xalapensis
Arbutus xalapensis är en ljungväxtart som beskrevs av Carl Sigismund Kunth. Arbutus xalapensis ingår i släktet Arbutus och familjen ljungväxter. Inga underarter finns listade i Catalogue of Life.

## Bildgalleri

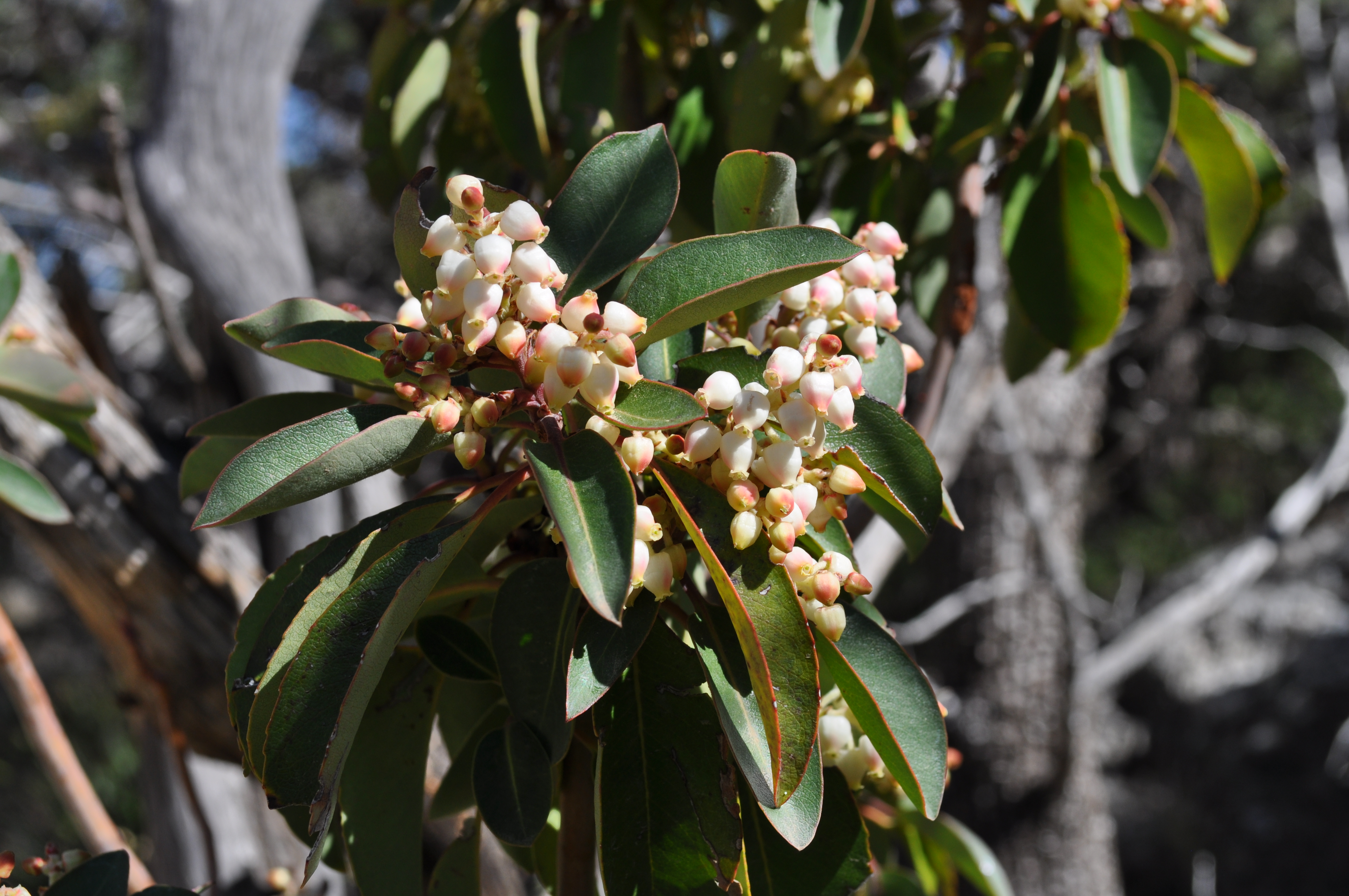
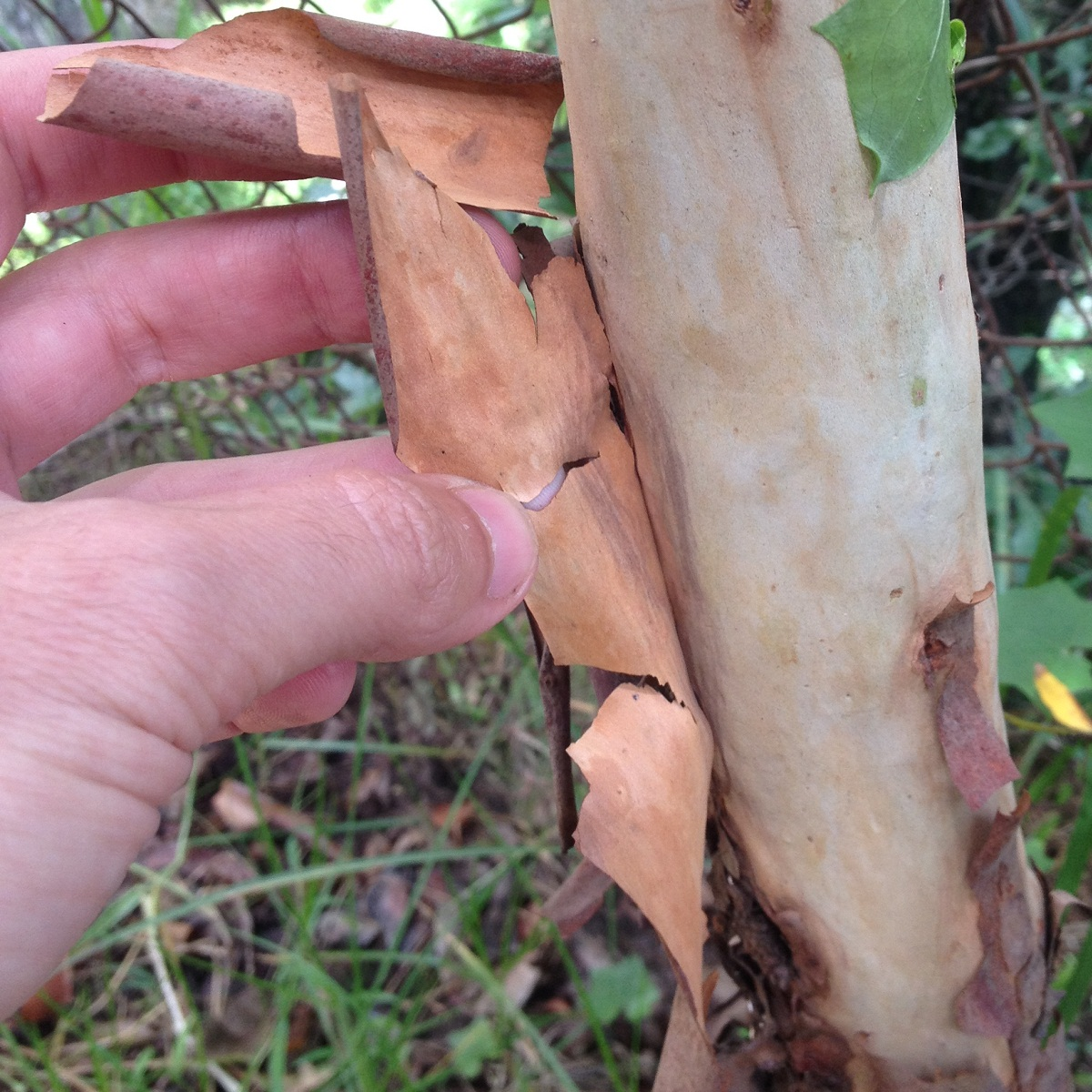
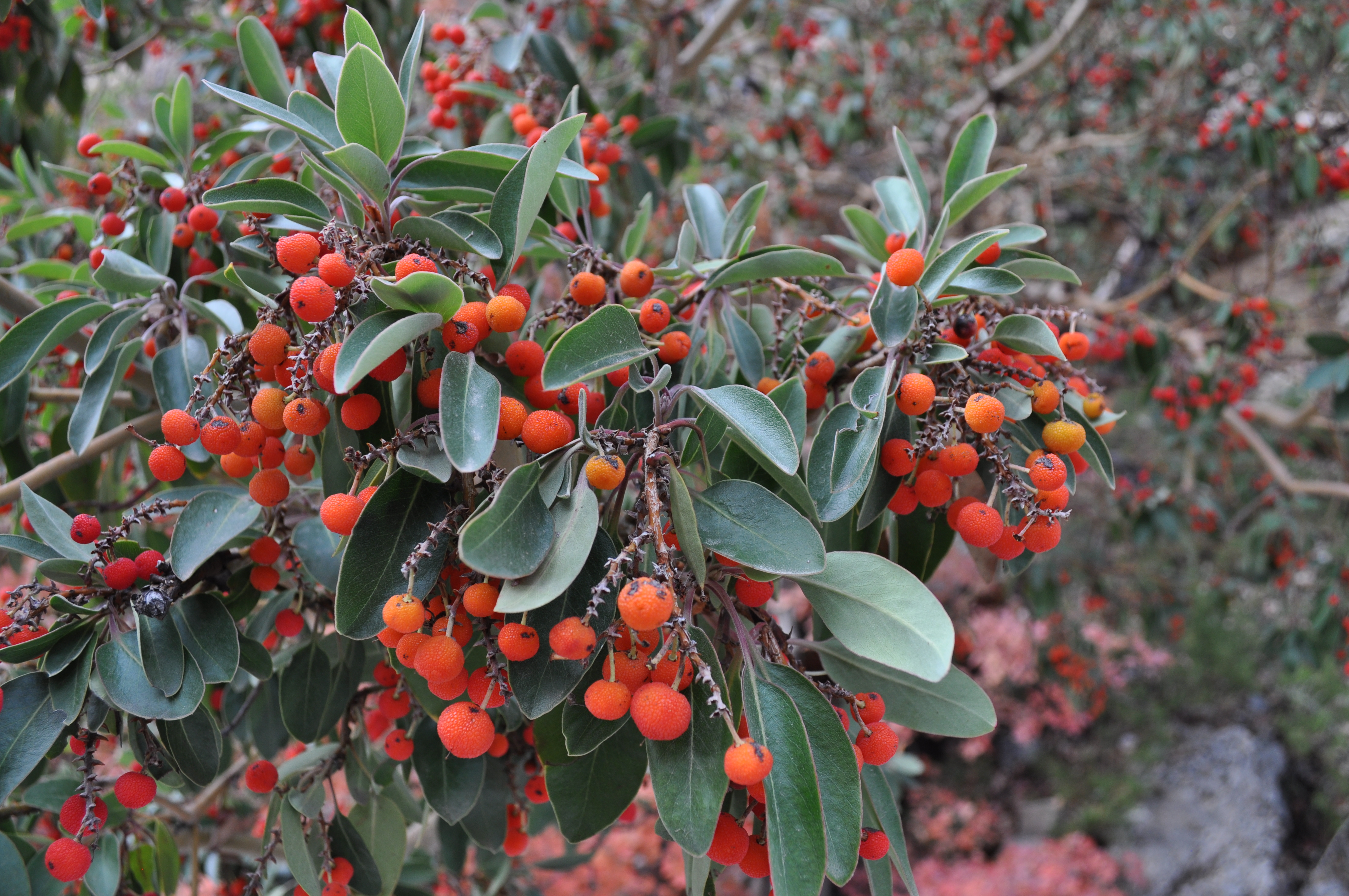
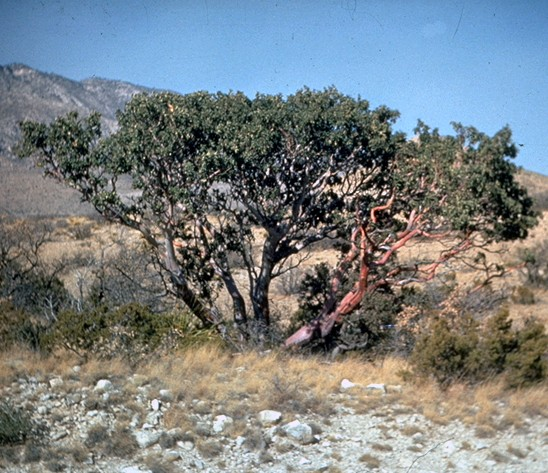
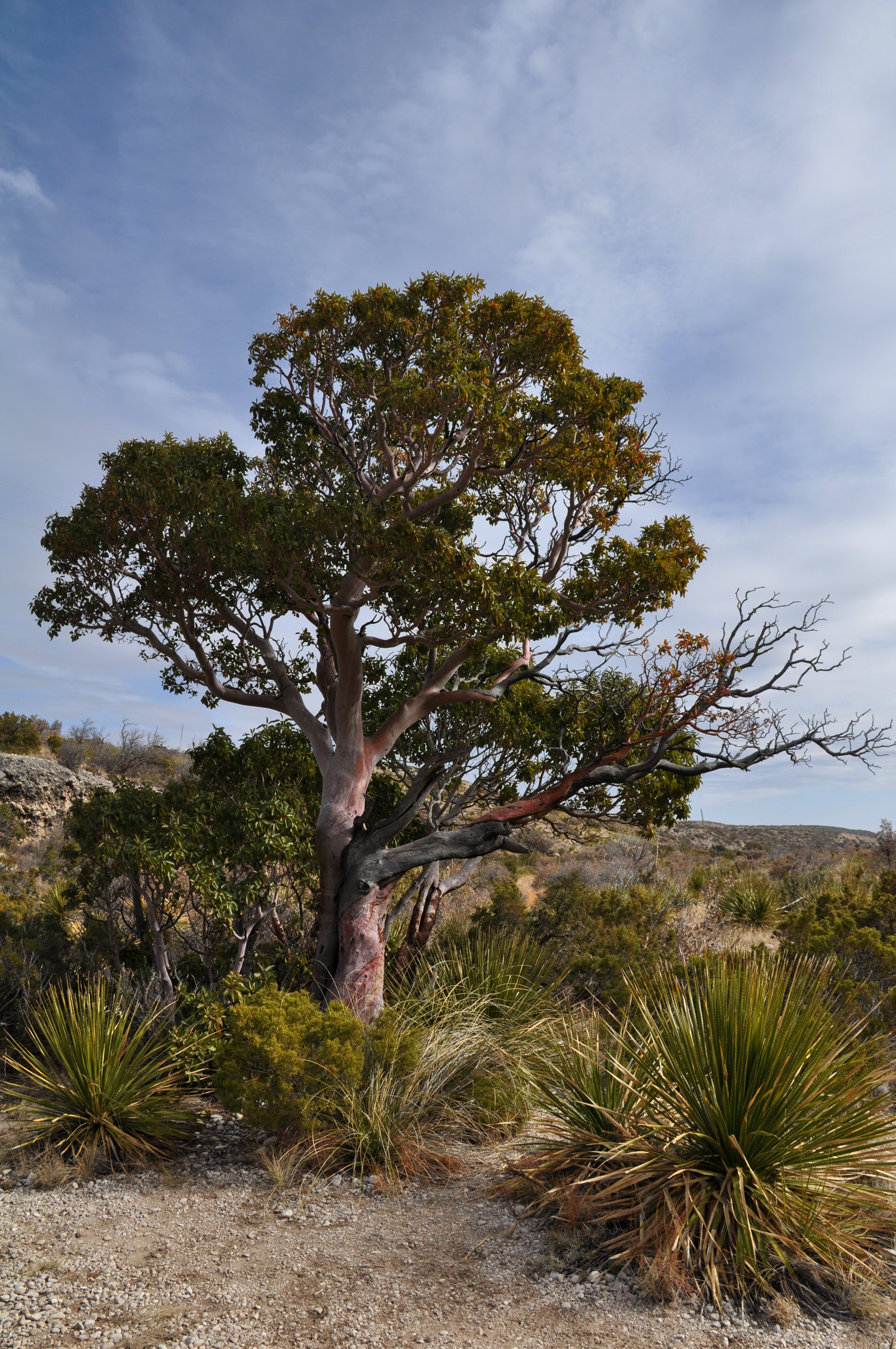
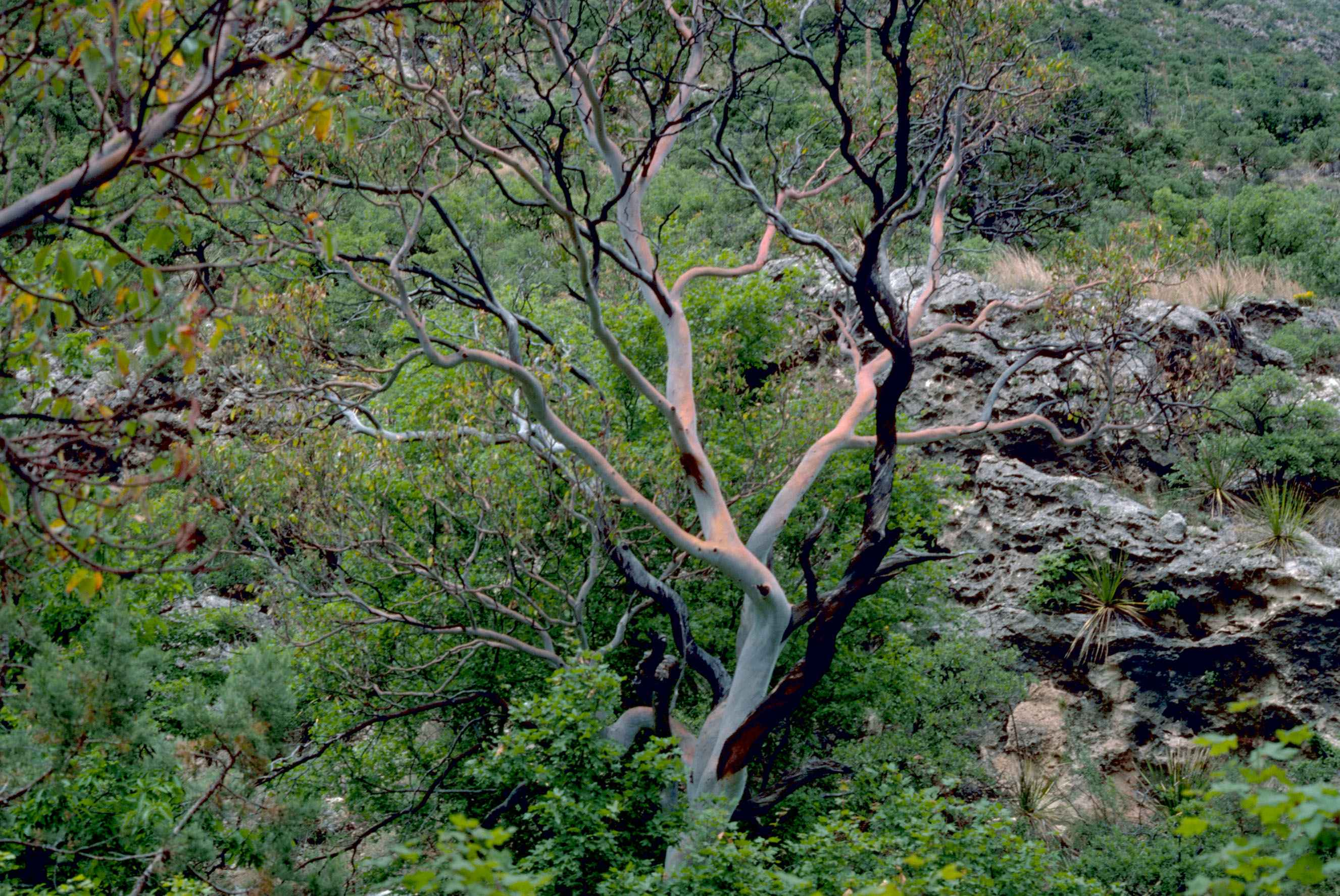
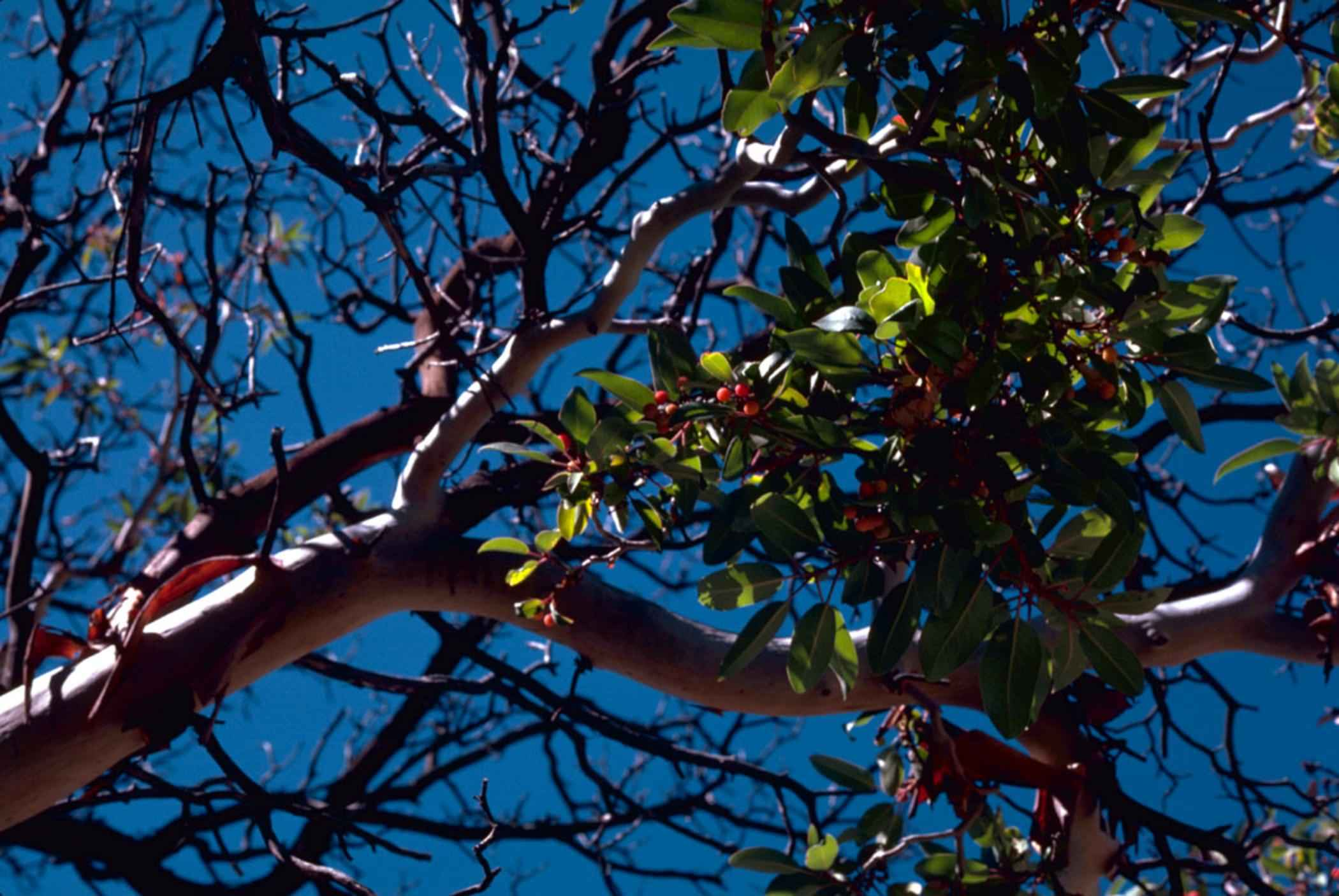